# Mistrzostwa Europy w Lekkoatletyce 1962 – sztafeta 4 × 400 m mężczyzn
Sztafeta 4 × 400 metrów mężczyzn była jedną z konkurencji rozgrywanych podczas VII Mistrzostw Europy w Belgradzie. Biegi eliminacyjne i bieg finałowy zostały rozegrane 16 września 1962 roku. Zwycięzcą tej konkurencji została sztafeta wspólnej reprezentacji Niemiec w składzie: Johannes Schmitt, Wilfried Kindermann, Hans-Joachim Reske i Manfred Kinder. W rywalizacji wzięło udział czterdziestu ośmiu zawodników z dwunastu reprezentacji.

## Rekordy
| Rekord świata     | Stany Zjednoczone · (Jack Yerman, Earl Young, Glenn Davis, Otis Davis)        | 3:02,2 | Rzym, Włochy       | 08.09.1960 |
| Rekord Europy     | Niemcy · (Hans-Joachim Reske, Manfred Kinder, Johannes Kaiser, Carl Kaufmann) | 3:02,7 | Rzym, Włochy       | 08.09.1960 |
| Rekord mistrzostw | Wielka Brytania · (Ted Sampson, John MacIsaac, John Wrighton, John Salisbury) | 3:07,9 | Sztokholm, Szwecja | 24.08.1958 |

## Wyniki

### Eliminacje
Bieg 1
| Miejsce | Reprezentacja   | Zawodnicy                                                               | Czas   | Uwagi |
| ------- | --------------- | ----------------------------------------------------------------------- | ------ | ----- |
| 1       | Wielka Brytania | Barry Jackson, Ken Wilcock, Adrian Metcalfe, Robbie Brightwell          | 3:09,4 | Q     |
| 2       | Włochy          | Mario Fraschini, Vittorio Barberis, Gian Paolo Iraldo, Salvatore Morale | 3:10,0 | Q     |
| 3       | Szwecja         | Bo Althoff, Ronny Sunesson, Bengt-Göran Fernström, Hans-Olof Johansson  | 3:10,2 | Q     |
| 4       | ZSRR            | Wiktor Byczkow, Walerij Bułyszew, Wadim Archipczuk, Wasyl Anisimow      | 3:10,6 |       |
| 5       | Jugosławia      | Srđan Savić, Miloje Grujić, Viktor Šnajder, Miroslav Bosnar             | 3:12,5 |       |
| –       | Czechosłowacja  | Jaromír Šlégr, Jan Kasal, Josef Odložil, Josef Trousil                  | DNF    |       |

Bieg 2
| Miejsce | Reprezentacja | Zawodnicy                                                                 | Czas   | Uwagi |
| ------- | ------------- | ------------------------------------------------------------------------- | ------ | ----- |
| 1       | Niemcy        | Johannes Schmitt, Wilfried Kindermann, Hans-Joachim Reske, Manfred Kinder | 3:08,8 | Q     |
| 2       | Francja       | Jean Bertozzi, Bernard Martin, Jean-Pierre Boccardo, Germain Nelzy        | 3:09,2 | Q     |
| 3       | Szwajcaria    | Bruno Galliker, Marius Theiler, Hansruedi Bruder, Jean-Louis Descloux     | 3:09,7 | Q     |
| 4       | Polska        | Andrzej Badeński, Stanisław Swatowski, Ireneusz Kluczek, Jerzy Kowalski   | 3:10,2 |       |
| 5       | Finlandia     | Börje Strand, Pentti Rekola, Olavi Salonen, Jussi Rintamäki               | 3:13,8 |       |
| 6       | Turcja        | Gürkan Çevik, Fahir Özgüden, Ferruh Oygur, Muharrem Dalkılıç              | 3:21,3 |       |

### Finał
| Miejsce | Reprezentacja   | Zawodnicy                                                                 | Czas   | Uwagi |
| ------- | --------------- | ------------------------------------------------------------------------- | ------ | ----- |
| 1       | Niemcy          | Johannes Schmitt, Wilfried Kindermann, Hans-Joachim Reske, Manfred Kinder | 3:05,8 | CR    |
| 2       | Wielka Brytania | Barry Jackson, Ken Wilcock, Adrian Metcalfe, Robbie Brightwell            | 3:05,9 |       |
| 3       | Szwajcaria      | Bruno Galliker, Marius Theiler, Hansruedi Bruder, Jean-Louis Descloux     | 3:07,0 | NR    |
| 4       | Szwecja         | Bo Althoff, Ronny Sunesson, Bengt-Göran Fernström, Hans-Olof Johansson    | 3:07,7 | NR    |
| 5       | Włochy          | Mario Fraschini, Vittorio Barberis, Gian Paolo Iraldo, Salvatore Morale   | 3:07,8 |       |
| 6       | Francja         | Jean Bertozzi, Bernard Martin, Jean-Pierre Boccardo, Germain Nelzy        | 3:08,9 |       |